# Џани Скот
Џани Скот (рођена 1954–1955, Филаделфија) је америчка новинарка и биограф. 2001. године је освојила Пулицерову награду за национално извештавање као део тима New York Times-а о расама у Америци.

## Породица, младост и образовање
Џани Скот је рођена у просперитетној породици плаве крви која живи изван Филаделфије. Њени преци су били железнички барон, социјалисти, конгресмен и финансијер. Речено је да је њена бака, Хоуп Монтгомери Скот, била инспирација за Трејси Лорд глумице Кетрин Хепберн у филму и представи Филаделфијска прича. Њен отац, Роберт Монтгомери Скот, био је филантроп и председник Филаделфијског музеја уметности; грађански вођа у Филаделфији, звали су га суштински Филаделфијанац. Њен деда по мајци, пуковник Роберт Л. Монтгомери, отишао је у финансије да би „попунио породичну касу“ и основао инвестициону фирму Џани Монтгомери Скот. Часопис породице Монтгомери наводи да ниједна америчка породица не може да тврди да има истакнутију или старију лозу од њихове, укључујући претка за кога се тврди да је командовао напредном дивизијом норманске војске код Хејстингса 1066. Њен прадеда, Томас А. Скот, помогао је да се из „експеримента“ изгради Железница Пенсилваније у тада највећу корпорацију на свету, два пута; други предак, Хорас Бини, служио је у Конгресу и био је познат по својим јавним говорима, као и оснивању Hasty Pudding Club-а на Харварду.
Џани Скот је одрасла на Ардросану, имању од 800 хектара на главној линији Филаделфије. Тамо је живела до 14. године, када је њен отац преселио породицу у Енглеску. Њена породица се на крају вратила у Ардросан да живи, али она то никада није учинила. Била је постављена за специјалног помоћника амбасадора у Енглеској, Валтера Аненберга. Наставила је школовање у женском интернату на селу.
Похађала је Универзитет Харвард, који је дипломирала 1977. године, описујући своје време тамо као прекретницу у свом животу. Она извештава да се „веома добро забављала“, сматрајући да је „лепо бити са мушкарцима“, упознавши другачије људе, укључујући радикале, и искусивши интелектуално окружење. Тамо је започела списатељску каријеру „готово из хира“. Писала је за The Harvard Crimson, описујући то као своју главну активност док је била у школи. Такође је писала за The Real Paper, недељну алтернативу, и наставила да пише за њу након дипломирања.

## Каријера писања

### Новинарство
Након пријава за 72 новине, постала је репортерка The Record-а, у округу Берген, Њу Џерси. После пет година тамо, добила је посао за деск Лос Анђелес Тајмса у Сан Дијегу. Преселила се у Калифорнију; ту је упознала свог мужа, „сурфера — правог типа из Јужне Калифорније“. Касније је пребачена у канцеларију у Лос Анђелесу, где је покривала медицину и политику. Са супругом и двоје деце, преселила се касније у Њујорк. Док је била у Њујорку, напустила је Л.А. Тајмс и придружила се The New York Times-у где је радила 14 година (1994–2008) као извештач у метрополитанској и културној служби, покривајући расу, класу и демографију промене.
Џани Скот је допринела „најупечатљивијем обележју“  извештавања The New York Times-а о 11. септембру. Радећи са Кристин Кеј, уредницом, предложила је идеју писања есеја о појединцима изгубљеним у нападу. Ангажујући своје колеге, Скот је покренула пројекат три дана након напада. Ово је довело до тога да се 2310 сличица профила које су се месецима појављивале у The New York Times-у касније сакупе у књизи од 555 страница, Портрети туге. Стил сваког есеја био је импресионистички, а не телеграфски стил читуља. Ово је било потребно да би се помогло читаоцима да виде жртве као стварне људе.

### Биограф
Када је први пут сазнала за мајку Барака Обаме, Скот је осетила да је уобичајено представљање ње као „беле жене из Канзаса“ превише поједностављено и пропушта изузетну животну причу. Године 2008. напустила је Times како би написала потпунију причу. Резултирајућих 200 интервјуа током две и по године довело је до објављивања књиге A Singular Woman: The Untold Story of Barack Obama's Mother. Књига је била бестселер, другопласирана за награду ПЕН/Жаклин Боград Велд за биографију 2012. и једна од десет најбољих публицистичких књига часописа Times за 2011.
Њена друга књига, The Beneficiary: Fortune, Misfortune and the Story of My Father, пратила је свет који је обликовао њеног оца и „истраживала тежину наслеђа, упорност зависности и моћ закопаних тајни“. Њен отац је писао дневнике више од 40 година; Џани их је наследила када је он умро од алкохолне цирозе 2005. Она открива своју породичну историју самоубистава, генерације алкохолизма, ванбрачне везе, одсутне родитеље и борбу сопственог оца са алкохолизмом и депресијом. Оно што је све то повезивало била је колекција грандиозних кућа које су биле „потпуно непрактичне“. Џани осећа да је њен отац заробљен „емоционалном тежином“ његовог наследства. Ожалошћена је слабим покушајима свог оца да се избори са алкохолом и депресијом; и његовим недостатком искрености у разговору о овим проблемима са породицом. Мање је тужна због његовог неверства, које је било уобичајено у породици. Она примећује да верност у дугом браку није за свакога; она на неверство не гледа као на карактерну ману, већ као на карактерну чињеницу. Књига је била запажена књига New York Times-а 2019. и била је на листи најбољих књига New York Times-а за 2019. годину.

## Лични живот
Џани Скот је била удата за Била Ритера, водитеља телевизијских вести. Били су заједно 19 година и имали двоје деце. Године 2005, док су били у браку, веза између Скота и Џозефа Леливелда, бившег извршног уредника New York Times-а, постала је јавна. Џани Скот је била његов партнер 19 година до његове смрти 2024.